# Prvenstvo Hrvatske u vaterpolu za žene 2012.
Prvenstvo Hrvatske u vaterpolu za žene za 2012. je osvojila Mladost iz Zagreba.

## Prva HVL za žene

### Ljestvica
| mj | klub               | ut | pob | ner | por | gol+ | gol- | GR  | bod |
| -- | ------------------ | -- | --- | --- | --- | ---- | ---- | --- | --- |
| 1. | Mladost (Zagreb)   | 6  | 6   | 0   | 0   |      |      | 60  | 18  |
| 2. | Bura (Split)       | 6  | 4   | 0   | 2   |      |      | 56  | 12  |
| 3. | Jug (Dubrovnik)    | 6  | 2   | 0   | 4   |      |      | -23 | 6   |
| 4. | Viktoria (Šibenik) | 6  | 0   | 0   | 6   |      |      | -93 | 0   |

### Doigravanje
| klub1           | klub2         | rez.          |
| poluzavršnica   | poluzavršnica | poluzavršnica |
| --------------- | ------------- | ------------- |
| Mladost         | Viktoria      | 17:7, 22:6    |
| Bura            | Jug           | 10:9, 12:9    |
|                 |               |               |
| za treće mjesto |               |               |
| Jug             | Viktoria      | 16:6, 21:10   |
|                 |               |               |
| za prvaka       |               |               |
| Mladost         | Bura          | 13:8, 11:8    |